# Copa de la Princesa d'hoquei sobre patins masculina
La Copa OK Lliga Plata, coneguda com a Copa de la Princesa i anteriorment denominada Copa del Príncep, és una competició d'hoquei sobre patins organitzada per la Federació Espanyola de Patinatge des de la temporada 2006-07. De caràcter anual, hi participen els tres millors equips classificats al finalitzar la primera volta de l'OK Lliga Plata, i l'equip amfitrió de la competició o, si no n'hi ha, el quart millor classificat. Els clubs participant disputen la competició en format de final a quatre en una seu neutral.
Els equips dels Països Catalans són els grans dominadors de la competició, havent guanyat vint-i-cinc edicions de les vint-i-set disputades. Destaquen la Secció Hoquei Unió Maçanetenca, el Club Patí Calafell, el Club Hoquei Palafrugell, el Club d'Esports Vendrell i el Patí Alcodiam Salesià, amb dos títols cadascun.

## Historial
| En negreta = Equip guanyador (pro.) = Prórroga / Gol d'or (p.) = Penaltis (1) = Nombre de títols Nota: Noms dels equips segons l'època |

| Edició              | Temp.            | Data             | Campió                           | Resultat         | Subcampió                | Seu                                           | refs             |
| Copa del Príncep    | Copa del Príncep | Copa del Príncep | Copa del Príncep                 | Copa del Príncep | Copa del Príncep         | Copa del Príncep                              | Copa del Príncep |
| ------------------- | ---------------- | ---------------- | -------------------------------- | ---------------- | ------------------------ | --------------------------------------------- | ---------------- |
| I                   | 2006-07          | 04-02-2007       | CP Areces (1)                    | 2-2 (2-0, p.)    | Esfer Oviedo HC          | Oviedo                                        | [ 1 ]            |
| II                  | 2007-08          | 03-02-2008       | SHUM Maçanet (1)                 | 6-4 (p.)         | Vigo Stick 2001          | Grado                                         | [ 2 ]            |
| III                 | 2008-09          | 01-02-2009       | CE Vendrell (1)                  | 2-2 (2-1, p.)    | CP Alcobendas            | Pavelló Quim Tomàs, El Vendrell               | [ 3 ]            |
| IV                  | 2009-10          | 07-02-2010       | Vallès Calafell (1)              | 5-4 (pro.)       | Gráficas Ona San Antonio | Pavelló Joan Ortoll, Calafell                 | [ 4 ]            |
| V                   | 2010-11          | 06-02-2011       | SHUM Maçanet (2)                 | 4-2              | Gráficas Ona San Antonio | Pamplona                                      | [ 5 ]            |
| VI                  | 2011-12          | 05-02-2012       | Fergo Aisa Sant Feliu (1)        | 2-1 (pro.)       | CH Lloret                | Pavelló Cassart i Roca, Sant Feliu de Codines | [ 6 ]            |
| VII                 | 2012-13          | 17-02-2013       | CH Mataró (1)                    | 7-5              | CP Cerceda               | Pavelló González Laxe, Cerceda                | [ 7 ]            |
| VIII                | 2013-14          | 09-02-2014       | Enrile PAS Alcoy (1)             | 3-2              | CH Mataró                | Poliesportiu Francisco Laporta, Alcoi         | [ 8 ]            |
| Copa de la Princesa |                  |                  |                                  |                  |                          |                                               |                  |
| IX                  | 2014-15          | 15-02-2015       | CE Arenys de Munt (1)            | 4-4 (2-1, p.)    | CH Lloret                | Grado                                         | [ 9 ]            |
| X                   | 2015-16          | 14-02-2016       | FC Barcelona Lassa B (1)         | 5-2              | Girona City Lift         | Pavelló Visiola Rollán, Mieres                | [ 10 ]           |
| XI                  | 2016-17          | 12-02-2017       | CH Palafrugell (1)               | 5-2              | PHC Sant Cugat           | Pavelló Municipal PAV2, Sant Cugat del Vallès | [ 11 ]           |
| XII                 | 2017-18          | 04-02-2018       | CP Calafell Tot L'Any (2)        | 6-1              | Mis Ibérica CH Mataró    | Getxo                                         | [ 12 ]           |
| XIII                | 2018-19          | 17-02-2019       | Corredor Mató CH Palafrugell (2) | 3-3 (3-2, p.)    | HC Liceo B               | Palacio de los Deportes de Riazor, La Corunya | [ 13 ]           |
| XIV                 | 2019-20          | 16-02-2020       | CE Vendrell (2)                  | 6-5 (pro.)       | SHUM Maçanet             | Pavelló Quim Tomàs, El Vendrell               | [ 14 ]           |
| XV                  | 2020-21          | 16-05-2021       | PAS Alcoi (2)                    | 5-4 (pro.)       | Manlleu Embotits Solà    | Pavelló Miguel Sarasa, Alcoi                  | [ 15 ]           |
| XVI                 | 2021-22          | 11-04-2022       | CP Vilafranca Capital del Vi (1) | 4-3              | Lleidanet HC Alpicat     | Vilafranca del Penedès                        | [ 16 ]           |
| XVII                | 2022-23          | 02-04-2023       | CP Rivas Las Lagunas (1)         | 4-2              | CP Alcobendas            | Polideportivo José Caballero, Alcobendas      | [ 17 ]           |
| XVII                | 2023-24          | 17-03-2024       | Lleidanet HC Alpicat (1)         | 1-0              | CH Lloret                | Vilafranca del Penedès                        | [ 18 ]           |
| XVIII               | 2024-25          | 09-02-2025       | CE Vendrell (3)                  | 7-2              | Reus Deportiu B          | Pavelló Quim Tomàs, El Vendrell               | [ 19 ]           |

## Palmarès
| Equip                           | Campió | Subcampió | Finals | Anys campió               | Anys subcampió            |
| ------------------------------- | ------ | --------- | ------ | ------------------------- | ------------------------- |
| Secció Hoquei Unió Maçanetenca  | 2      | 1         | 3      | 2007-08, 2010-11          | 2019-20                   |
| Club Patí Calafell              | 2      | 0         | 2      | 2009-10, 2017-18          | ―                         |
| Club Hoquei Palafrugell         | 2      | 0         | 2      | 2016-17, 2018-19          | ―                         |
| Club d'Esports Vendrell         | 3      | 0         | 3      | 2008-09, 2019-20, 2024-25 | ―                         |
| Patí Alcodiam Salesià           | 2      | 0         | 2      | 2013-14, 2020-21          | ―                         |
| Club Hoquei Mataró              | 1      | 2         | 3      | 2012-13                   | 2013-14, 2017-18          |
| Club Patín Areces               | 1      | 0         | 1      | 2006-07                   | ―                         |
| Club Hoquei Patins Sant Feliu   | 1      | 0         | 1      | 2011-12                   | ―                         |
| Centre d'Esports Arenys de Munt | 1      | 0         | 1      | 2014-15                   | ―                         |
| Futbol Club Barcelona           | 1      | 0         | 1      | 2015-16                   | ―                         |
| Club Patí Vilafranca            | 1      | 0         | 1      | 2021-22                   | ―                         |
| Club Patín Rivas Las Lagunas    | 1      | 0         | 1      | 2022-23                   | ―                         |
| SDC San Antonio                 | 0      | 2         | 2      | ―                         | 2009-10, 2010-11          |
| Club Hoquei Lloret              | 0      | 3         | 3      | ―                         | 2011-12, 2014-15, 2023-24 |
| Club Patín Alcobendas           | 0      | 2         | 2      | ―                         | 2008-09, 2022-23          |
| Oviedo Booling Club             | 0      | 1         | 1      | ―                         | 2006-07                   |
| Vigo Stick                      | 0      | 1         | 1      | ―                         | 2007-08                   |
| Club Patín Cerceda              | 0      | 1         | 1      | ―                         | 2012-13                   |
| Girona Club Hoquei              | 0      | 1         | 1      | ―                         | 2015-16                   |
| Patí Hoquei Club Sant Cugat     | 0      | 1         | 1      | ―                         | 2016-17                   |
| Hockey Club Liceo               | 0      | 1         | 1      | ―                         | 2018-19                   |
| Club Patí Manlleu               | 0      | 1         | 1      | ―                         | 2020-21                   |
| Hoquei Club Alpicat             | 1      | 1         | 2      | 2023-24                   | 2021-22                   |
| Reus Deportiu                   | 0      | 1         | 0      | ―                         | 2024-25                   |